# Bachhaus Weimar

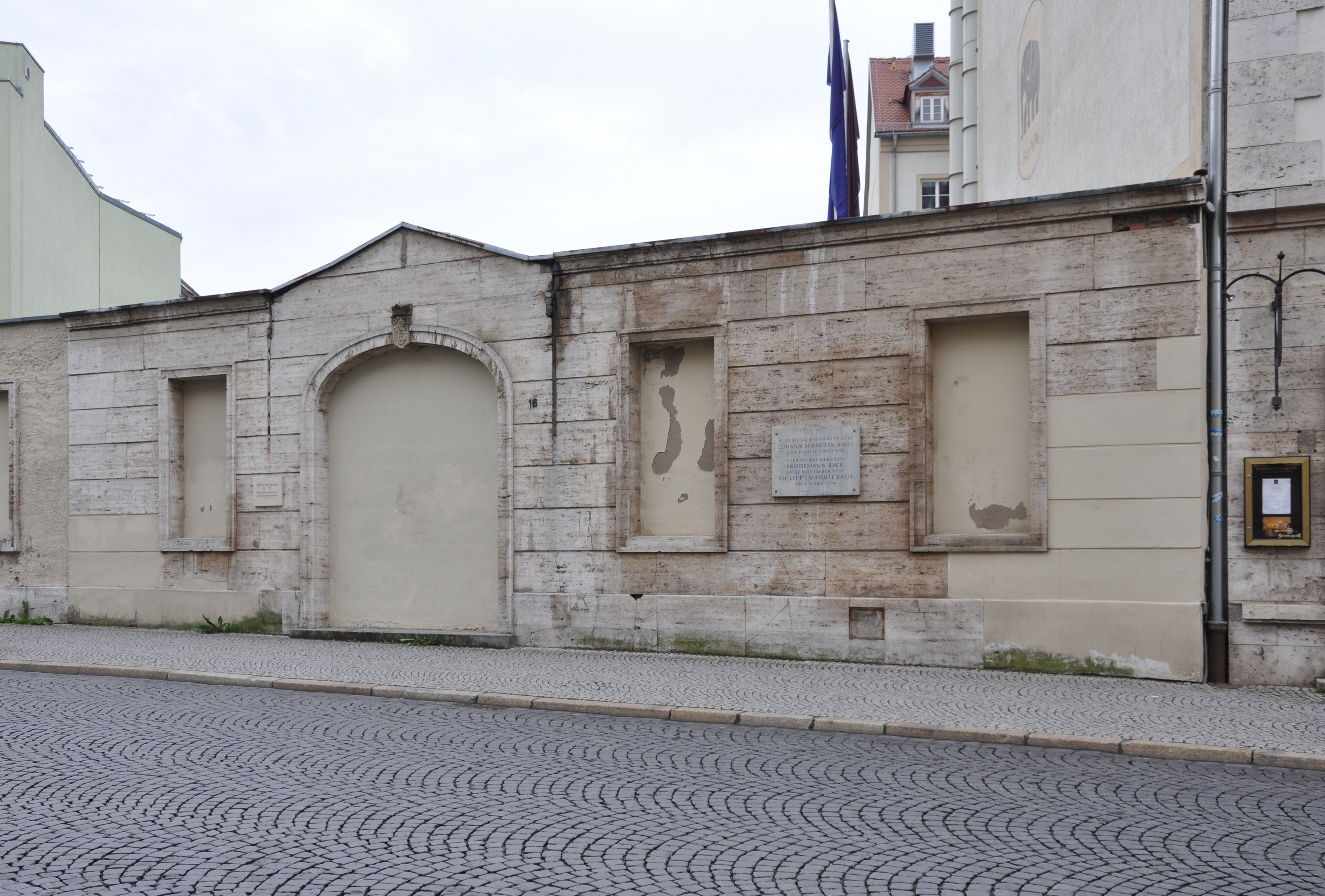
Erhaltene Grundmauer des Bachhauses

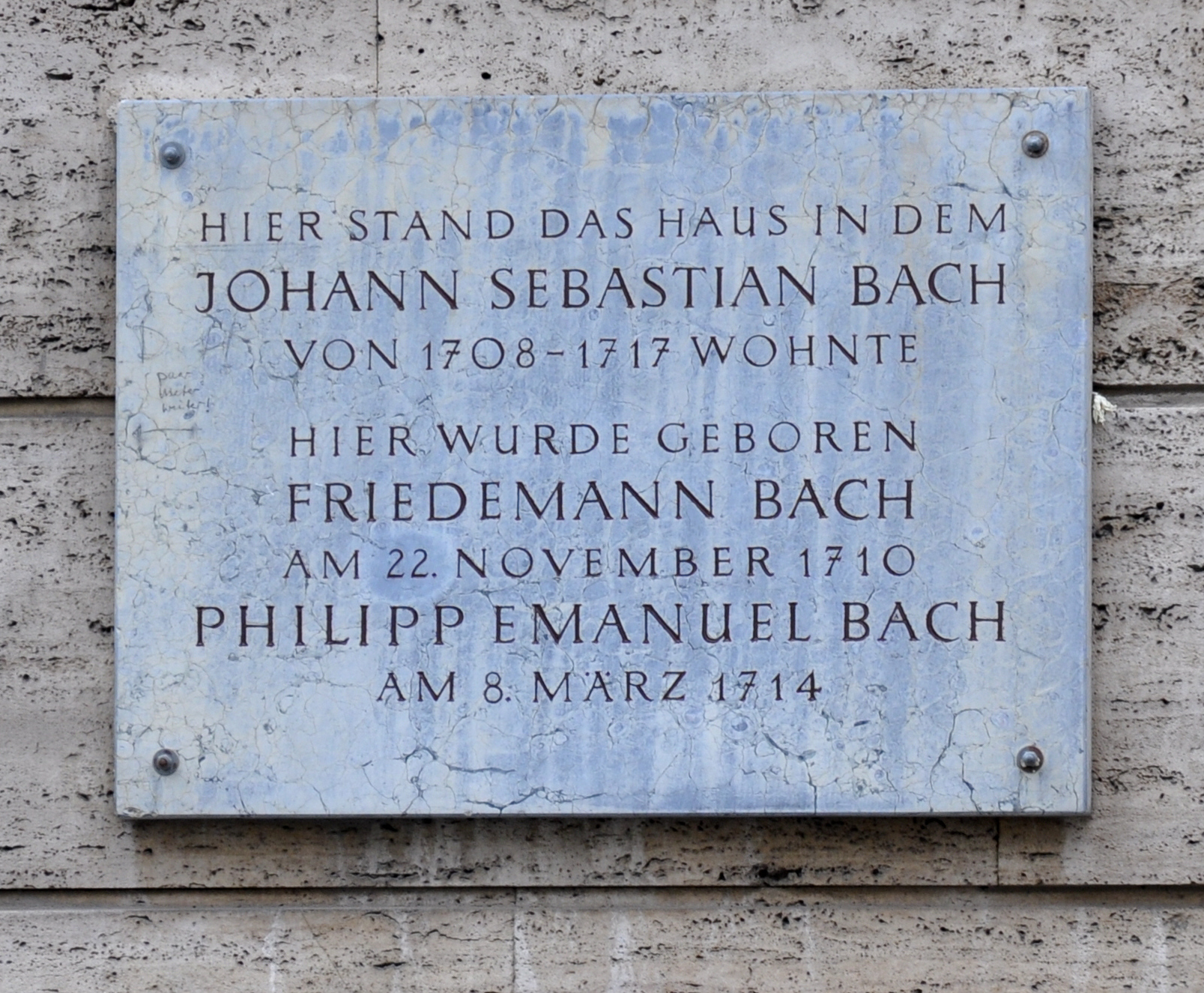
Gedenktafel am Gebäuderest

Das Bachhaus am Weimarer Markt war ein Wohnhaus, in dem der Komponist Johann Sebastian Bach († 1750) zwischen den Jahren 1708 und 1717 lebte.

## Geschichte

### 18. Jahrhundert
Von 1708 bis 1717 bewohnte Johann Sebastian Bach das Renaissance-Gebäude zusammen mit seiner Ehefrau Maria Barbara Bach
und seiner Schwägerin. Hier entstanden viele seiner Orgelstücke, über 30 Kantaten, etliche Werke für Solocembalo, Solopartiten für Violine, Frühfassungen der Brandenburgischen Konzerte usw. In Weimar kamen Bachs Kinder Wilhelm Friedemann und Carl Philipp Emanuel zur Welt.

### 19. Jahrhundert
1803 erwarb Theodor Johann Michael Braun, der Wirt des benachbarten Gasthofs „Zum Erbprinzen“, das Gebäude. Die Vorderfronten beider Häuser wurden mit einer einheitlichen klassizistischen Fassade versehen. Berühmte Komponisten und Musiker, wie z. B. Franz Liszt, Richard Wagner und Hector Berlioz, quartierten sich im Gasthof ein, ohne sich bewusst zu sein, dass es sich bei dem östlichen Gebäudeteil um Bachs ehemaliges Wohnhaus handelte.

### 20. Jahrhundert
Karl Bechstein, ein Weimarer Historiker, wies in den 1920er Jahren den Standort von Bachs Wohnhaus nach. 1939 wurde im östlichen Erdgeschoss des Hotels „Zum Erbprinzen“ die Bachstube eingerichtet. Diese Weinstube zierten Porträtbilder von Johann Sebastian, Wilhelm Friedemann und Carl Philipp Emanuel Bach. Sie galt als erste Weimarer Bachgedenkstätte und befand sich direkt über den damaligen Weinkellern.
1945 beschädigten alliierte Bomber den östlichen Teil des Hotels „Zum Erbprinzen“ schwer, in dem sich auch die Bachstube befand. Sie wurde kurze Zeit später wieder als Speiseraum für die Offiziere der Roten Armee aufgebaut. Bis ca. 1969 wurde der Betrieb des Hotels und der Bachstube weitergeführt. Anschließend verfiel das Gebäude.
Im Winter 1989/90 wurde das Gebäude unter dem Protest von Denkmalschützern abgerissen. Erhalten geblieben sind die historischen Kellergewölbe und Teile der Erdgeschossfassade.

### 21. Jahrhundert
Ein Teil der Fläche, unter dem sich der Bach’sche Wein- und Bierkeller befindet, wird heute von Gästen des 
Hotels Elephant als Parkplatz genutzt. 2006 gründete sich der Verein Bach in Weimar e.V., dessen vorrangige Ziele es sind Weimar als Bachstadt im öffentlichen Bewusstsein zu stärken und ein „Neues Bachhaus Weimar“ am früheren Standort, über dem historischen Kellergewölbe, zu errichten. Diese Rekonstruktion soll als Bach-Gedenkstätte und Identifikationsort dienen. Diese Absicht scheiterte bisher am Widerstand der Schörghuber Unternehmensgruppe.
Seit dem 7. Februar 2014 ist es möglich, eine in mehreren Sprachen verfügbare Online-Petition für ein Bachhaus Weimar zu unterzeichnen. Prominente Unterzeichner sind u. a. Günter Blobel und J. M. Coetzee. Myriam Eichberger, die Vorsitzende des Vereins, hat einen an die Kulturstaatsministerin Monika Grütters gerichteten
Petitionsbrief verfasst.